# Louis Agassiz

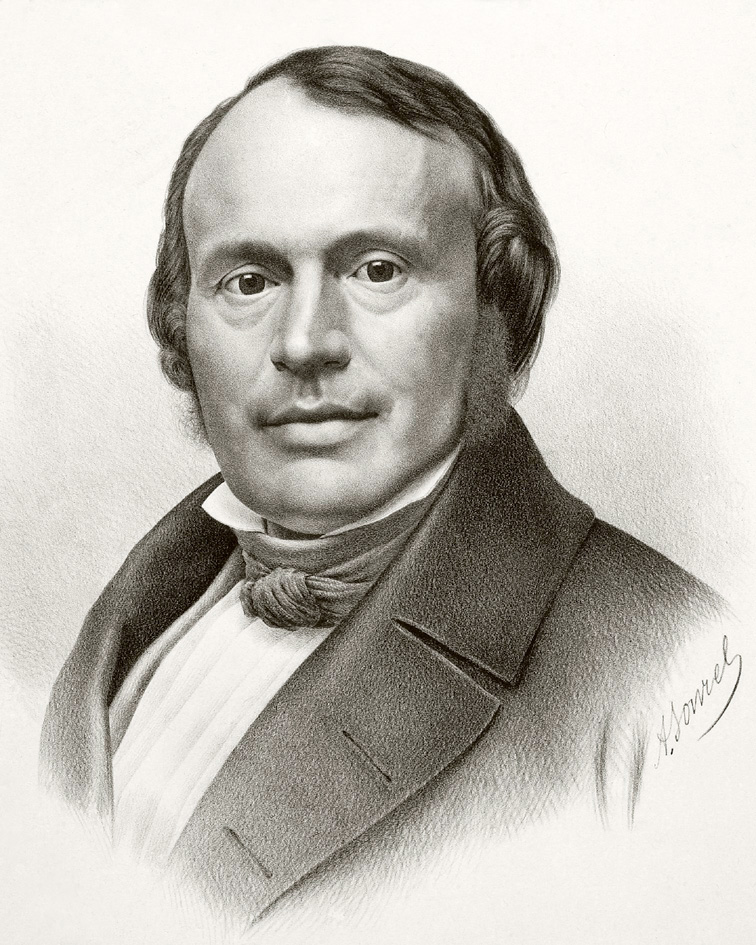
Louis Agassiz

Jean Louis Rodolphe Agassiz (* 28. Mai 1807 in Môtier, Kanton Freiburg, Schweiz; † 14. Dezember 1873 in Cambridge, Massachusetts, Vereinigte Staaten) war ein schweizerisch-amerikanischer Naturforscher.
Agassiz war einer der ersten international renommierten US-amerikanischen Wissenschaftler. Nachhaltig sind vor allem seine Leistungen als Zoologe, insbesondere in der Ichthyologie, und als Hochschullehrer und seine Untersuchung der Gletscher der Alpen. In neuerer Zeit werden Agassiz’ Ansichten über Rassen beim Menschen kritisch gesehen.

## Biographie

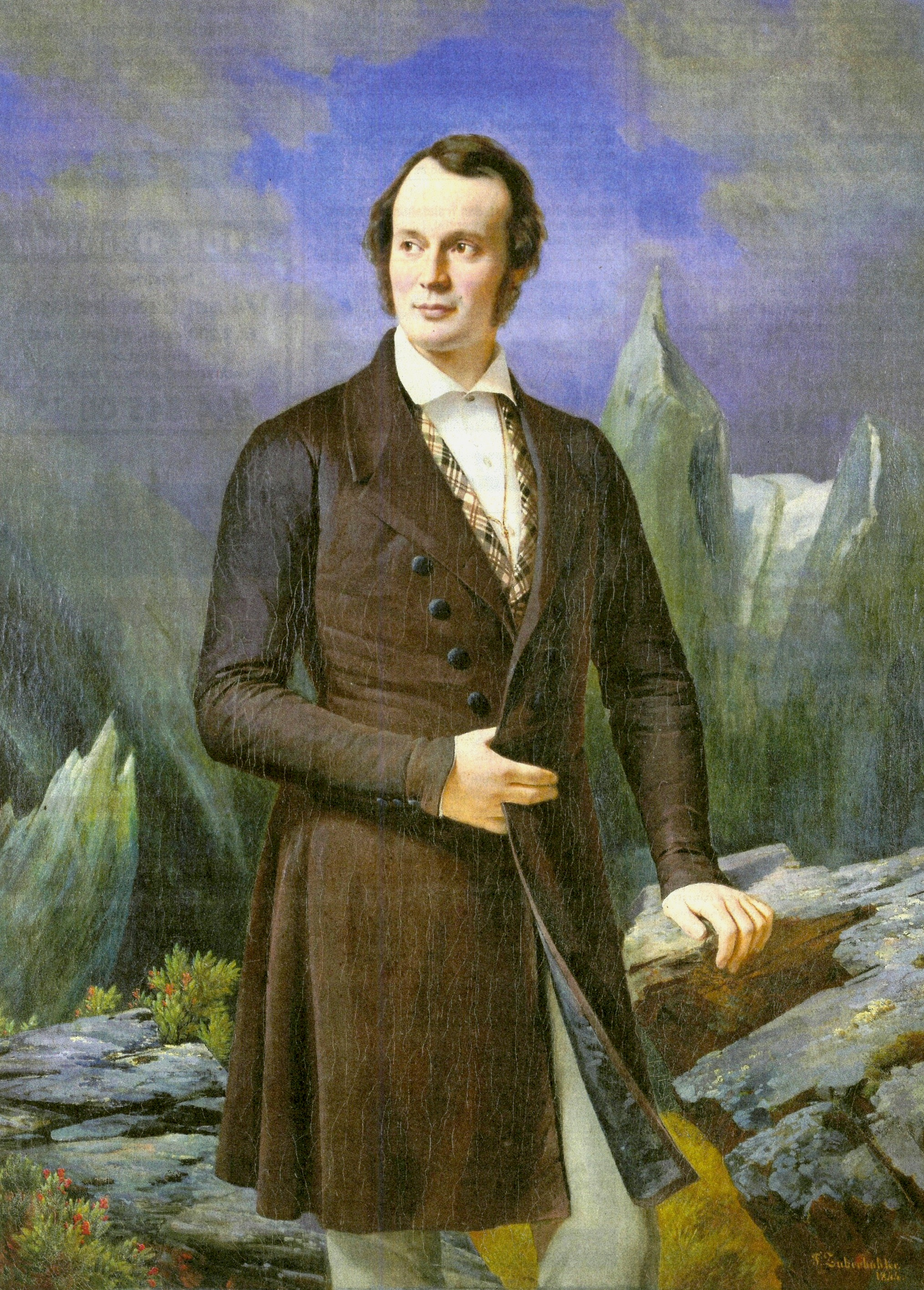
Agassiz im Alter von 33 Jahren

Louis Agassiz wurde als Sohn eines protestantischen Pfarrers in Vully-le-Haut (heute: Haut-Vully) im Ortsteil Môtier in der Schweiz geboren. Sein jüngerer Bruder Auguste Agassiz war als Uhrmacher tätig und begründete das Vorgängerunternehmen von Longines.
Zuerst zu Hause erzogen, verbrachte Agassiz vier Jahre an höheren Schulen in Biel/Bienne und Lausanne. Mit der Zielrichtung, Mediziner zu werden, studierte er ab 1824 an der Universität Zürich, der Ruprecht-Karls-Universität Heidelberg und der Ludwig-Maximilians-Universität München. In Heidelberg und München war er Mitglied des Corps Helvetia. In Heidelberg entwickelte sich auch ein Freundschaftsverhältnis mit dem Botaniker Karl Friedrich Schimper, das auch nach dem Wechsel nach München im Jahr 1828 weiter bestand, aber später auf verhängnisvolle Weise zerbrach. Durch Schimper wurde er angeregt, sich auch mit den Naturwissenschaften zu beschäftigen, bereits 1828 publizierte er die ersten Arbeiten über Fische. 1829 wurde er zum Doktor der Philosophie in Erlangen und 1830 zum Doktor der Medizin in München promoviert. Bei einem mehrmonatigen Aufenthalt in Paris wurden Alexander von Humboldt und Georges Cuvier seine Mentoren.
Auf Empfehlung von Alexander von Humboldt richtete der Fürst von Neuenburg, der König von Preussen (Friedrich Wilhelm III.), 1832 am Lyceum (ab 1838: Académie de Neuchâtel) eine Professorenstelle für Agassiz ein, die dieser bis zu seiner Auswanderung in die USA im Jahr 1846 innehatte. In dieser Zeit erstellte er mit grossem, für ihn charakteristischen Enthusiasmus und mit Hilfe der Mitarbeiter Édouard Desor, Amanz Gressly, Arnold Henri Guyot und Carl Vogt eine Vielzahl von Publikationen, insbesondere über rezente und fossile Fische und Stachelhäuter. Auf grösstmögliche Anerkennung bedacht publizierte er diese überall und meist unter seinem Namen, was seinen Mitarbeitern, z. B. Carl Vogt (1896: S. 196 ff.) nicht immer gefiel.
Nachdem er im Jahr 1837 eine eigene Hypothese über die Eiszeit aufgestellt hatte, konzentrierte er seine Tätigkeit zusammen mit seinen Mitarbeitern in den Jahren 1838 bis 1844 auf die Untersuchung der Gletscher. Dies machte er publikumswirksam weltweit bekannt und deshalb gilt er heute noch insbesondere im englischsprachigen Raum, in dem anderssprachige Literatur kaum beachtet wird, als Entdecker der Eiszeit, siehe dazu den Abschnitt weiter unten.
Nebenbei publizierte er unermüdlich Arbeiten z. B. über Mollusken und den umfangreichen Nomenclator zoologicus.
Mit Unterstützung durch den König von Preußen (Friedrich Wilhelm IV.) reiste er im Herbst 1846 in die USA, um dort die Naturgeschichte und die Geologie der Vereinigten Staaten zu studieren und auf Einladung von John Amory Lowell Vorlesungen über Zoologie in Boston, Massachusetts, zu halten. Die angebotenen finanziellen Möglichkeiten bewogen ihn, sich in den USA niederzulassen und von 1847 an als Professor für Zoologie und Geologie an der Harvard University zu lehren. Nach dem Tod seiner ersten Frau Cecile im Jahr 1848 heiratete Agassiz 1850 die Schriftstellerin Elisabeth Cabot Cary aus Boston, die sich besonders als Verfechterin der Frauenbildung einen Namen machte. 1852 folgte eine Professur für vergleichende Anatomie in Charlestown (Massachusetts), die er jedoch zwei Jahre später wieder aufgab.
Nach der Übersiedlung in die USA nahm die Zeit, die Agassiz für wissenschaftliche Studien aufwandte, zwar ab, aber er setzte seine zahlreichen Veröffentlichungen fort, darunter die beiden vierbändigen Werke Natural History of the United States und Bibliographia Zoologiae et Geologiae. Aufgrund seiner Lehrtätigkeit übte er einen grossen Einfluss auf die Entwicklung der Geologie und Zoologie in den USA aus: Agassiz entwickelte eine neue Lehrmethode, indem er die Verbindung der Studenten zur Natur herstellte, damit diese die benötigten Kenntnisse aus eigener Anschauung gewinnen konnten, anstatt nur Buchwissen zu lernen. Als Wissenschaftler wurde er von der breiten Öffentlichkeit wahrgenommen und zählte zu den bekanntesten und angesehensten Lehrern seiner Zeit. Der Dichter Henry Wadsworth Longfellow schrieb anlässlich seines 50. Geburtstages ihm zu Ehren ein Gedicht mit dem Titel «The fiftieth birthday of Agassiz».
Zu Agassiz’ Studenten zählten unter anderem David Starr Jordan, Joel Asaph Allen, Joseph LeConte, Nathaniel Shaler, Alpheus Spring Packard sowie sein eigener Sohn Alexander Agassiz, die sich später alle als Wissenschaftler und Lehrer einen Namen machten.
Auf Agassiz’ Geschick in der Beschaffung von Spenden und Fördermitteln geht auch die Errichtung des Naturkundemuseums in Cambridge zurück, das 1859 eröffnet wurde. Er war einer der Ersten, die sich mit den Auswirkungen der letzten Eiszeit in Nordamerika beschäftigten. 1865 bis 1866 unternahm er eine Forschungsexpedition nach Brasilien, von der er zahlreiche Exponate für das von ihm gegründete Museum mitbrachte. 1871 bis 1872 begann er ausserdem, sich mit Tiefwasser-Untersuchungen zu beschäftigen.
In den letzten Jahren seines Lebens setzte er sich zum Ziel, eine Institution einzurichten, an der zoologische Studien an lebenden Objekten durchgeführt werden können. Der Philanthrop John Anderson überliess Agassiz 1873 eine vor der Küste von Massachusetts gelegene Insel sowie 50.000 $, um dort eine Station für die Erforschung des Meereslebens zu errichten. Diese Station überdauerte den Tod von Agassiz nicht sehr lange, sie wird jedoch als Vorläufer der Woods Hole Oceanographic Institution betrachtet, die heute in der Nähe der alten Forschungsstation existiert.

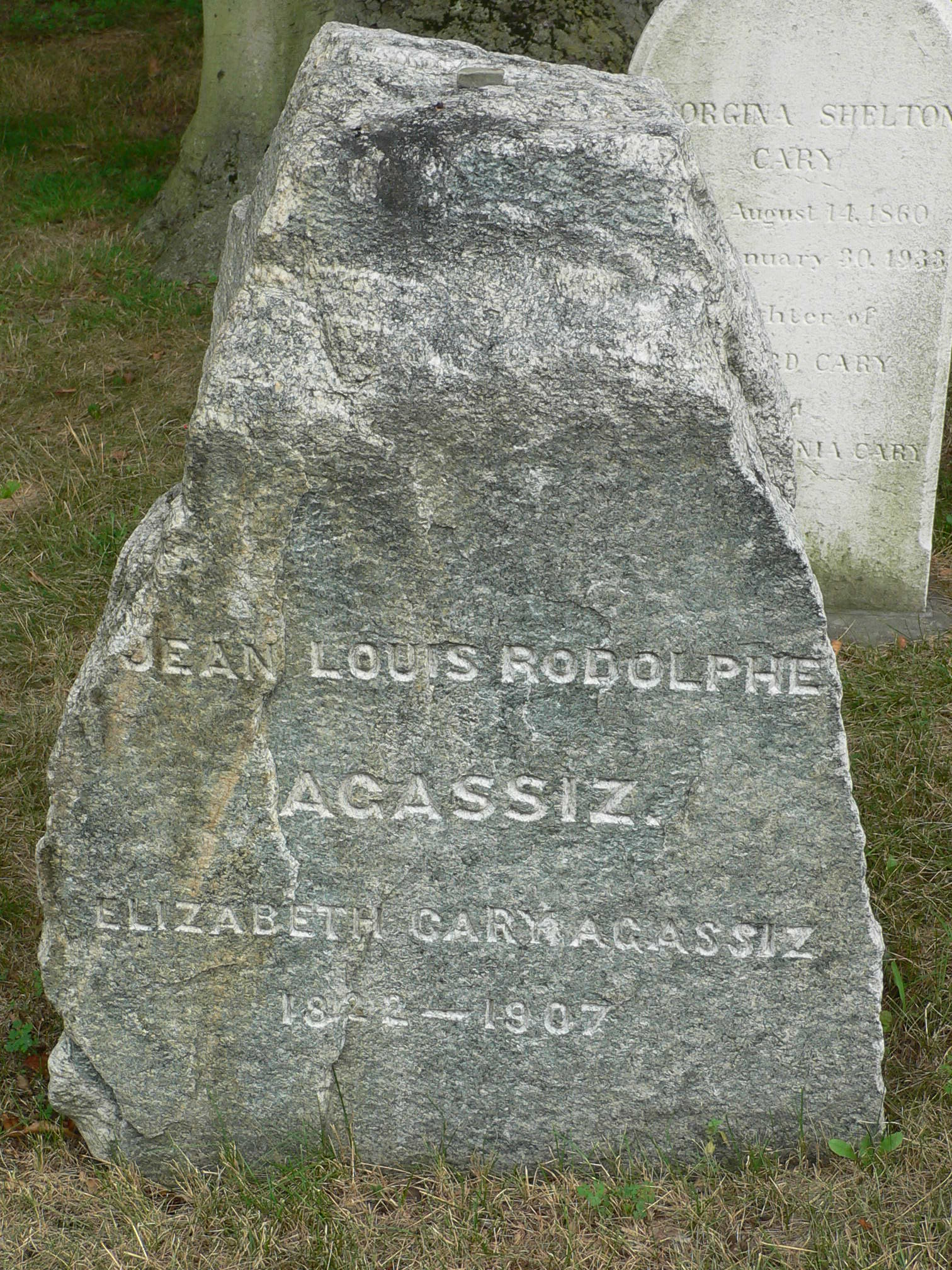
Grabstein von Louis Agassiz und seiner Frau

Louis Agassiz starb 1873 in Cambridge. Sein Grabmal ist ein Felsbrocken aus der Moräne des Unteraargletschers, auf dem einstmals seine Forschungshütte stand.

## Agassiz, der Ichthyologe
Die Bearbeitung der bei einer Forschungsreise nach Brasilien in den Jahren 1819 bis 1820 von Johann Baptist von Spix und Carl Friedrich Philipp von Martius gesammelten Süsswasserfische der brasilianischen Flüsse, vor allem des Amazonas, war nach dem frühen Tod von Spix nicht begonnen worden. Die Beauftragung durch Martius verhalf Agassiz zum Einstieg in die Ichthyologie. Nach dem Abschluss der Arbeit und der Publikation im Jahre 1829 beschäftigte sich Agassiz wissenschaftlich mit den Fischen des Genfersees. Diese Arbeit dehnte er schon 1830 auf alle Süsswasserfische von Mitteleuropa aus.
In Neuenburg begann er sich mit den fossilen Fischen zu beschäftigen, die z. B. in den Schieferschichten des Schweizer Kantons Glarus und im Kalkstein des Monte Bolca reichlich zu finden waren. Diese Arbeit legte später die Basis für seinen weltweiten Ruhm. Die fünf Bände sowie Atlanten seiner Recherches sur les poissons fossiles erschienen in Abständen im Zeitraum von 1833 bis 1843. Sie wurden vor allem durch Joseph Dinkel illustriert. Im Rahmen seiner Recherchen besuchte Agassiz die wesentlichen Museen in Europa und wurde von Georges Cuvier und Alexander von Humboldt zur Fortsetzung seiner Arbeit ermutigt. Als offensichtlich wurde, dass die Fortsetzung der Arbeiten durch finanzielle Engpässe eingeschränkt wurde, erhielt er Unterstützung durch die British Association sowie durch Lord Francis Egerton, der ihm 1290 Zeichnungen abkaufte, um sie der Geological Society of London zu übergeben.
Da bei den Fossilien häufig nur Zähne, Schuppen und Knochenteile der Fische erhalten sind, entwarf er ein Klassifikationssystem, das nur vier Gruppen enthält. Seine Klassifikation ist zwar heute überholt, bildet jedoch eine Basis der heutigen Systematik.

## Agassiz und die Entdeckung der Eiszeit

### Frühgeschichte der Entdeckung der Eiszeit

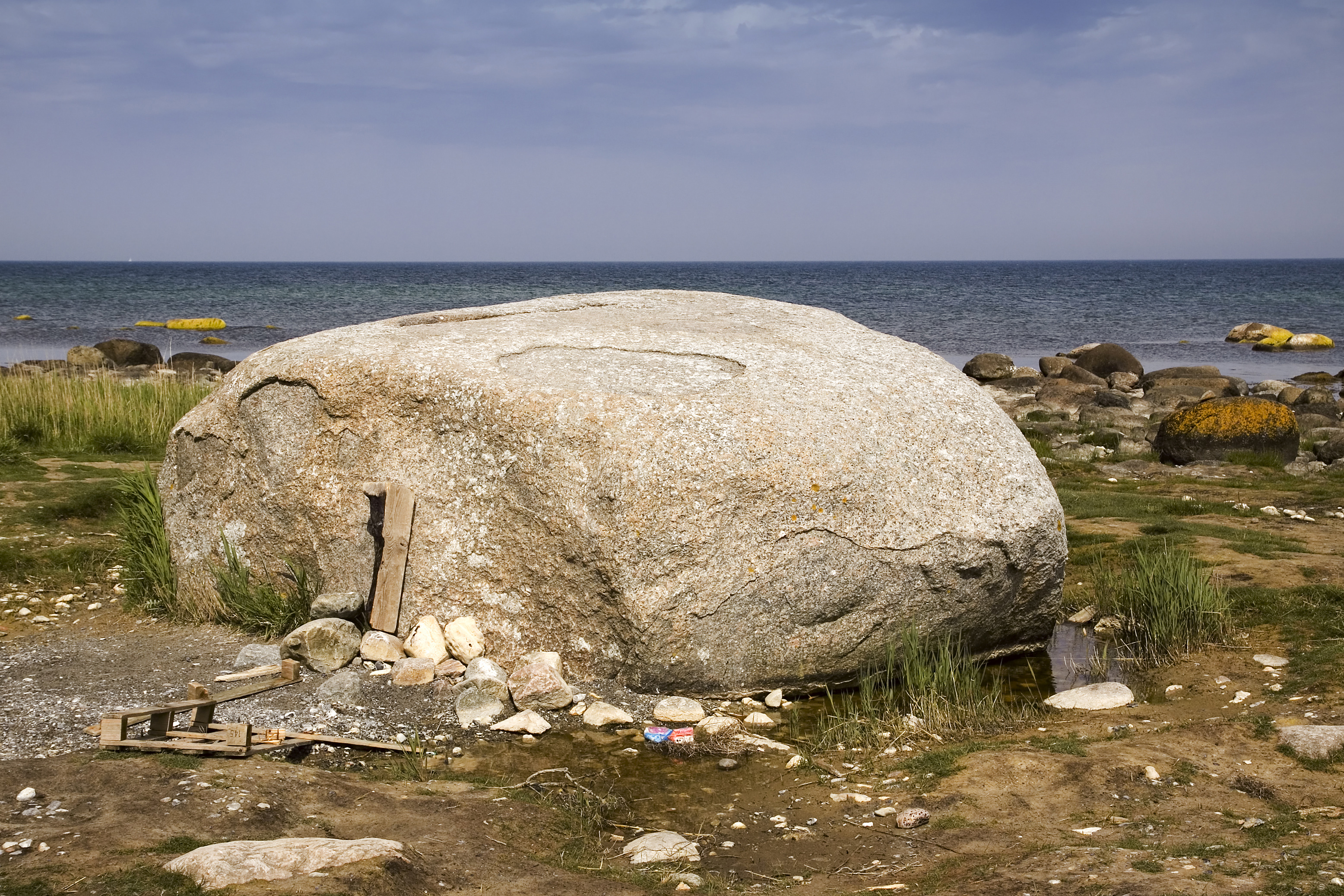
Ein Findling: der Siebenschneiderstein auf Rügen

Bereits in der zweiten Hälfte des 18. Jahrhunderts beschäftigten sich Naturforscher mit der Frage, wie die in der Norddeutschen Tiefebene und im Alpenvorland häufig zu findenden ortsfremden (erratischen) und z. T. riesigen Findlinge an ihren Ort gelangt sind. Die dazu aufgestellten vielfältigen Theorien (→ Quartärforschung) reichten von vulkanischen Ereignissen, bei denen die Findlinge als vulkanische Bomben über riesige Entfernungen geschleudert sein müssten, über gewaltige Fluten oder nebulöse Stösse, bis zum Transport durch Eisberge auf einem grossen diluvialen Meer. Noch 1832 liess Goethe seinen Mephisto in Faust II. spotten:
Noch starrt das Land von fremden Zentnermassen
Wer gibt Erklärung solcher Schleudermacht?
Der Philosoph, er weiß es nicht zu fassen,
Da liegt der Fels, man muß ihn liegen lassen,
Zuschanden haben wir uns schon gedacht.
Aber noch im gleichen Jahr war das Problem durch die Hypothese von Albrecht Reinhard Bernhardi gelöst, dass nur ein vom Norden bis nach Mitteldeutschland reichender riesiger Gletscher für den Transport der Steine infrage kommt. Diese fundamentale Erkenntnis blieb aber, obwohl in einer renommierten Fachzeitschrift publiziert, völlig unbeachtet.

### Der Einstieg von Agassiz in die Quartärforschung
Als Karl Friedrich Schimper vom Dezember 1836 bis Mai 1837 bei seinem Freund Louis Agassiz aus Münchener Tagen in Neuenburg weilte, beschäftigte sich der vielseitig interessierte Naturforscher auch mit den seit langem diskutierten Fragen zur Vergletscherung der Alpen und den auf dem Jura-Gebirge liegenden erratischen Blöcken aus ortsfremdem Gestein. Auf ausgedehnten Wanderungen entdeckte er wohl durch Zufall bei Le Landeron am Bielersee und auch in der Nähe von Olten Felsoberflächen mit Gletscherschliff. Sie waren bisher der Beobachtung entgangen, da sie nur in mit Lockersedimenten (damals «Dammerde» genannt) bedeckten Bereichen vor der Verwitterung geschützt erhalten geblieben waren.
Schimper interpretierte die Beobachtungen als untrügliche Zeichen, dass das gesamte Schweizer Mittelland bis auf die Höhen des Juras ehemals durch Eis gefüllt war. In der ihm eigenen poetischen Art – ein Schwerpunkt seines Schaffens waren Gedichte – verfasste er über diese Erkenntnis die Ode «Eiszeit» und verteilte diese am 15. Februar 1837. Zur Bekanntgabe auf der 22. Jahresversammlung der Allgemeinen Schweizerischen Gesellschaft für die Gesammten Naturwissenschaften im Juli 1837 in Neuenburg, an der er nicht teilnehmen konnte, schickte er arglos einen umfangreichen Brief über die Entdeckung an Louis Agassiz. Dieser erkannte die Tragweite der Entdeckung und nahm sich der Sache an. Als Präsident der Gesellschaft trug er nur einen später auch publizierten Ausschnitt vor. Im Eröffnungsvortrag stellte Agassiz eine eigene, offensichtlich in grosser Eile entworfene Hypothese vor und erwähnte Schimper nur beiläufig. Da seine Hypothese aber zu sehr von der schon etwas aus der Mode gekommenen Kataklysmentheorie geprägt war, fand sie zunächst trotz seiner grossen Reputation wenig Anklang. Sein alter Gönner Alexander von Humboldt empfahl ihm in einem Brief noch im selben Jahr, seine Arbeiten an fossilen Fischen wieder aufzunehmen: „… wenn Sie das tun, leisten Sie der positiven Geologie einen größeren Dienst als mit diesen allgemeinen Betrachtungen (außerdem auch etwas eisigen) über die Umwälzungen der primitiven Welt, Betrachtungen, die, wie Sie wohl wissen, nur jene überzeugen, die sie ins Leben rufen.“
Nach seiner Hypothese, die er 1840 in seinen Études sur Les Glaciers (1841: Untersuchungen über die Gletscher) näher erläutert hat, soll fast die gesamte nördliche Halbkugel, in Europa von der Polarregion über das Mittelmeer bis zum Atlasgebirge, durch eine ungeheure «Eiskruste» bedeckt gewesen sein. Die aufsteigenden Alpen sollen das Eis durchstossen haben und die auf das Eis fallenden Felsblöcke wären gleitend auf das Jura-Gebirge gelangt. Im Sinne des von ihm vertretenen Katastrophismus soll die «Vereisung» das primäre Ereignis gewesen sein und erst fortfolgend sollen sich die Gletscher auf die heutige Ausdehnung zurückgezogen haben. Agassiz hat seine Hypothese mit so viel Nachdruck und propagandistischem Geschick verbreitet, dass er lange Zeit als Begründer der Eiszeittheorie gefeiert wurde. Obwohl sich seine Hypothese durch die jüngeren Forschungen in allen Annahmen als falsch erwiesen hat, wird er z. B. in den USA auch heute noch als Begründer der Eiszeittheorie bezeichnet.

### Agassiz und die Gletscherforschung

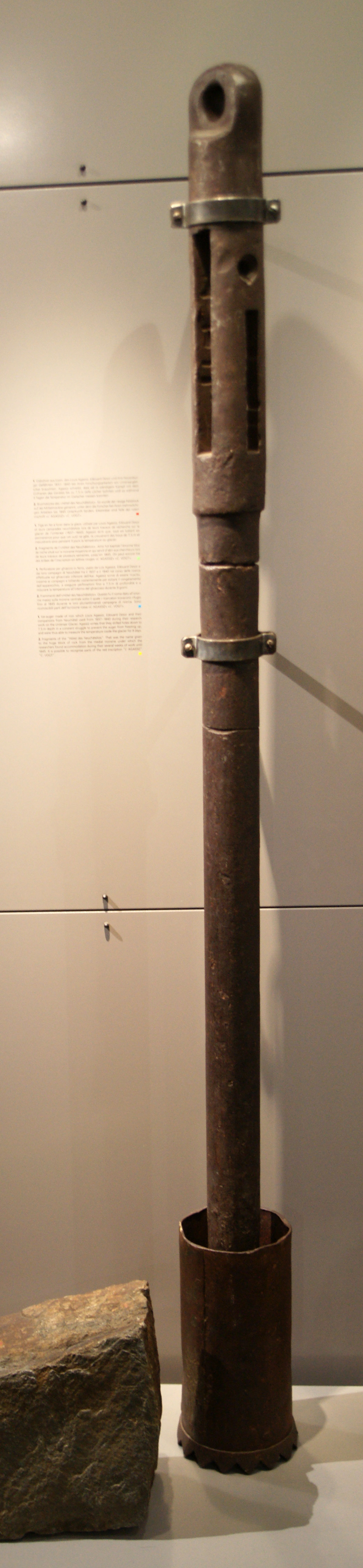
Der mannshohe Eisenbohrer, mit dem Agassiz bis zu 7,5 m tiefe Löcher zur Temperaturmessung in den Unteraargletscher trieb.

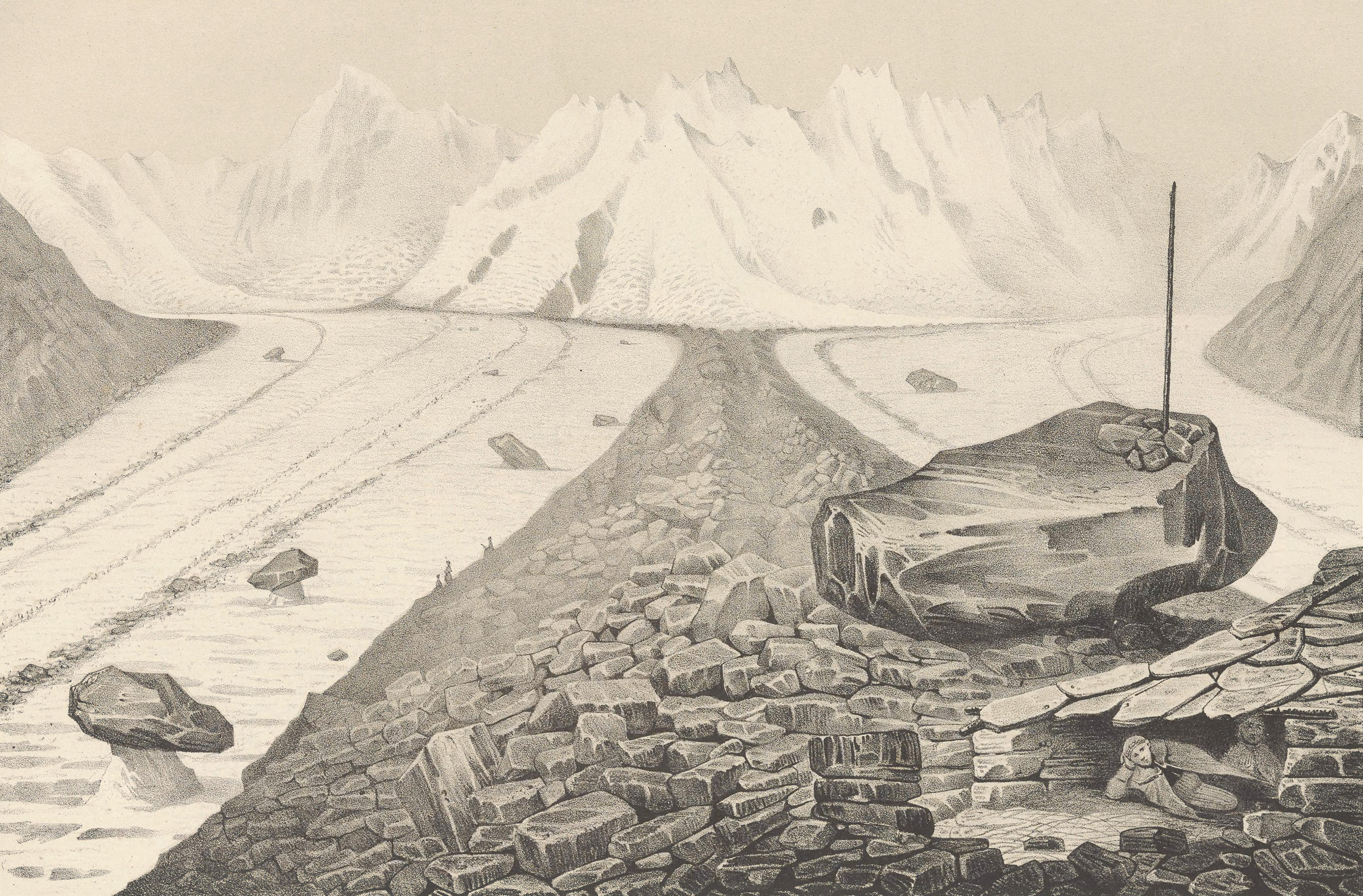
Joseph Bettannier: «Glacier inférieur de l’Aar» (Unteraargletscher). In: Louis Agassiz: Études sur les glaciers, 1840.

Um neue Argumente zur Begründung der Hypothese zu finden, begann Agassiz 1837 mit einer Untersuchung von Gletschern im Berner Oberland, in einer ersten Etappe zunächst ohne grossen technischen Aufwand. In der Nachfolge des in den 1820er Jahren tätigen Alpenforschers Franz Joseph Hugi bereiste er vorwiegend mit seinem Mitarbeiter Desor das vergletscherte Gebiet in der Umgebung des Grimselpasses. In den Untersuchungen über die Gletscher von 1841 erfolgte ausgehend vom Kenntnisstand aus der Fachliteratur eine ausführliche Beschreibung der Gletscher und ihrer Wirkung. Einen Schwerpunkt bildet die eingehende Beschreibung der bisher unbeachteten Gletscherschliffmale und ihrer weiten Verbreitung, die bei Le Landeron hat er aber nicht erwähnt. Nach der Angabe im «Historischen Überblick» und noch einmal ausführlicher ab Seite 269 hat er im Dezember 1836 als erster diese Schliffmale im Schweizer Mittelland entdeckt. Er müsste das aber vor Schimper geheim gehalten haben, denn dieser beschreibt im Rudiment von Ueber die Eiszeit die zur Besichtigung vorgeschlagenen Gletscherschliffe bei Le Landeron, die offensichtlich auf der Exkursion während der Tagung auch gezeigt wurden. Den dadurch ausgelösten heftigen Streit um die Priorität hat Schimper damals nicht gewonnen.

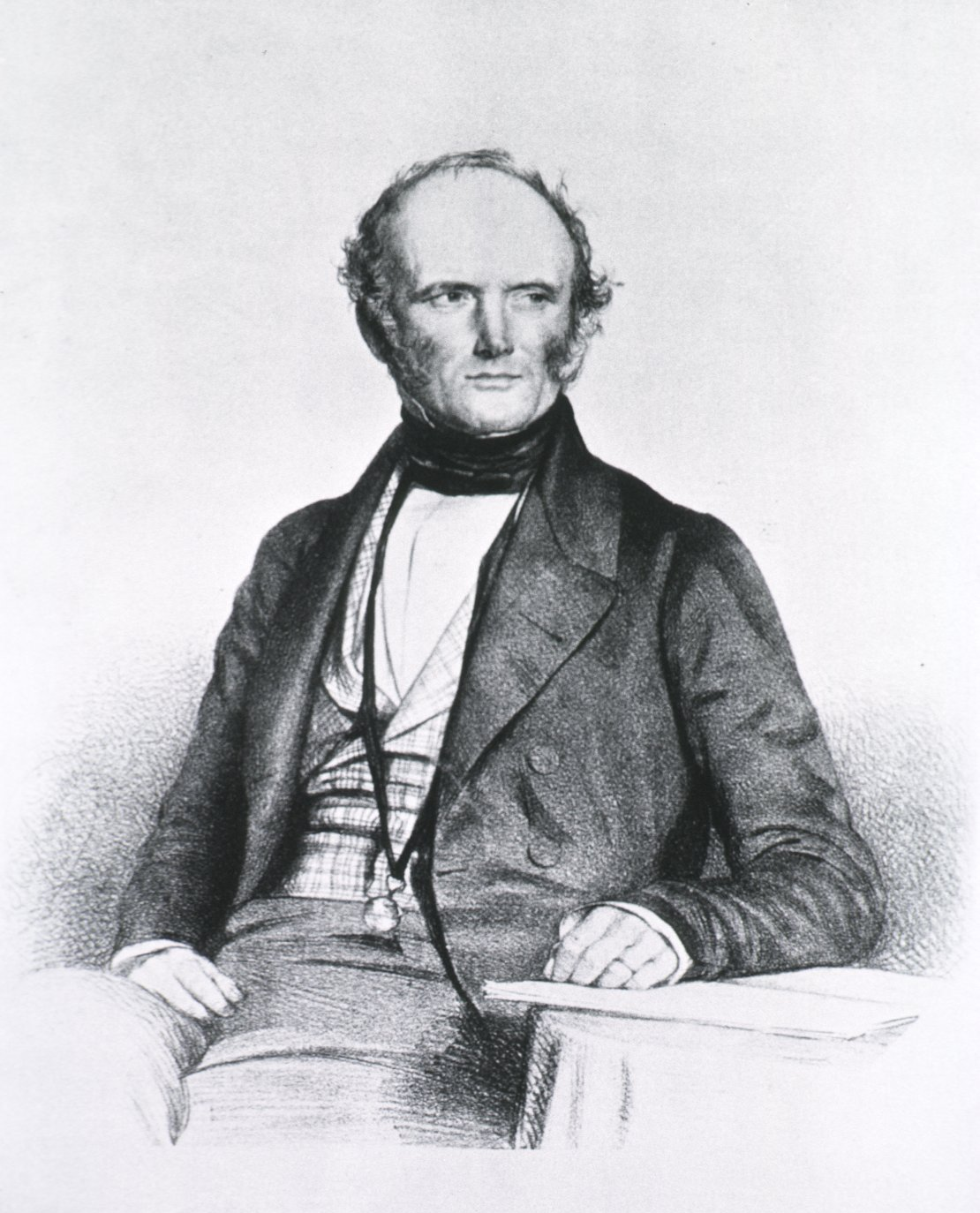
Charles Lyell

Im Jahr 1840 reiste Agassiz nach England und warb auch vor der British Association for the Advancement of Science für seine Eiszeittheorie. Er überzeugte nicht nur den führenden englischen Paläontologen William Buckland von der grossen Rolle, die die Gletscher für die Landschaftsformung von Schottland, Irland und Wales hatten. Letztendlich hat sich aber auch im englischsprachigen Raum der führende englische Geologe Charles Lyell mit seiner Drifttheorie (→Quartärforschung) durchgesetzt und damit für 30 Jahre die Forschung behindert.
Mit Unterstützung durch den König von Preussen (Friedrich Wilhelm IV.) konnte Agassiz 1842 die Untersuchung der Gletscher fortsetzen und wesentlich erweitern.
Er lud interessierte Fachkollegen zur Teilnahme ein, heute würde man das als eine Art Workshop bezeichnen, und liess eigens dafür eine Hütte auf dem Unteraargletscher als Forschungsstation errichten. Zur Erforschung der Struktur und Bewegung des Gletschers trieb er mit seinen Mitarbeitern u. a. eine Reihe von Pfählen quer zur Fliessrichtung ins Eis und markierte ihre Positionen an den seitlichen Felswänden. Anhand des Versuchsfeldes konnte gezeigt werden, dass die Reibung des Eises am Fels dessen Bewegung verlangsamt und dass in Fliessrichtung eines Gletschers unterschiedliche Geschwindigkeiten auftreten. Zum Ergebnis dieser Untersuchungsetappe liegen aber nur einige relativ kurze Publikationen vor.

## Agassiz und die Evolutionstheorie

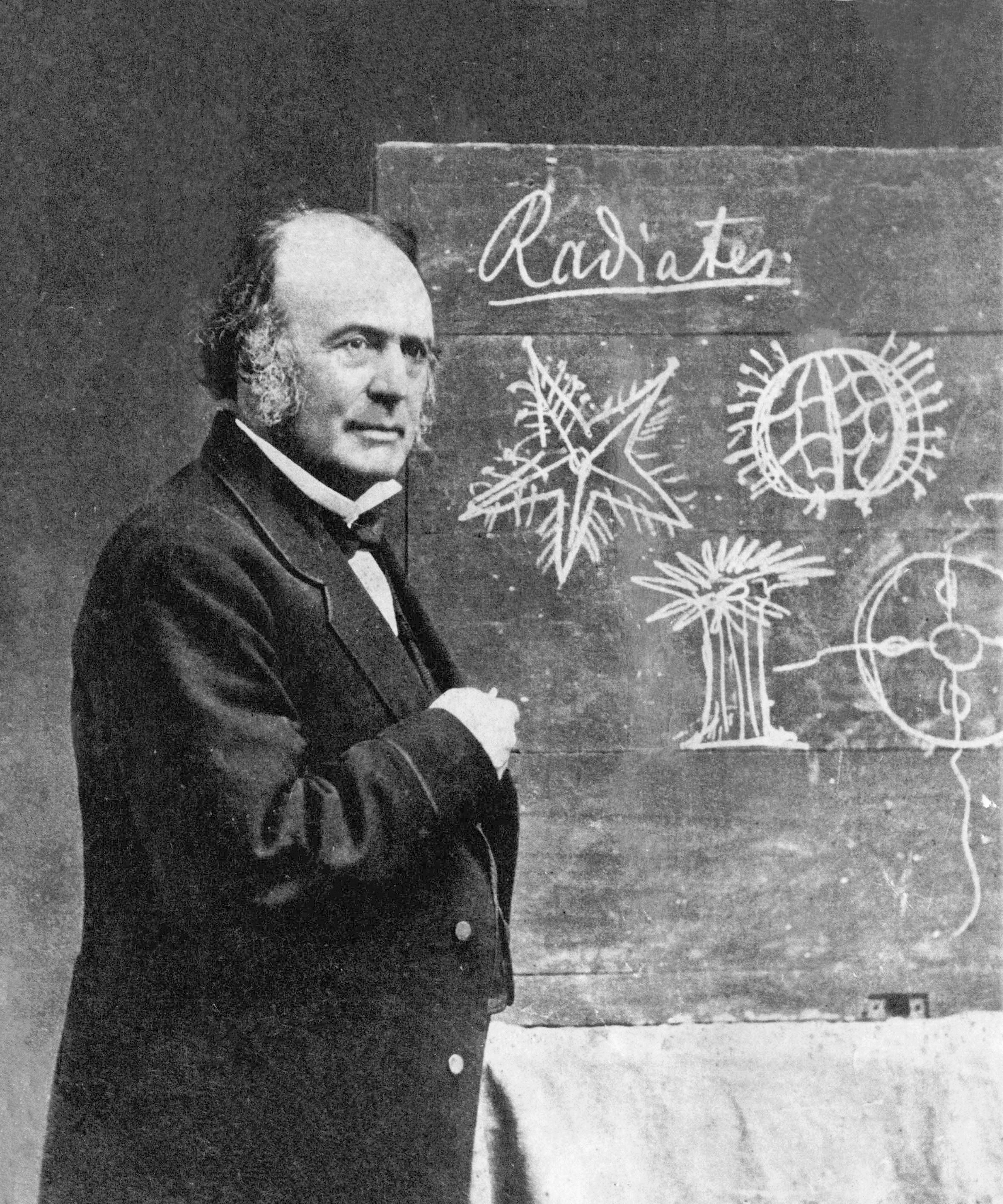
Agassiz um 1870

Trotz seiner intensiven Studien der Anatomie und Systematik an rezenten und fossilen Fischen, durch die er mit den abgestuften morphologischen Ähnlichkeiten und möglichen Entwicklungslinien vertraut war, blieb Agassiz bis zu seinem Tod ein Anhänger des von Georges Cuvier begründeten Katastrophismus und als solcher ein entschiedener Gegner der Evolutionstheorie, die von Charles Darwin entwickelt wurde. Er argumentierte, dass die gewöhnlichen Umstände, die von Darwin für seine Theorie herangezogen wurden, wie Variabilität und erbliche Veränderung der Arten, Klimawechsel, geologische Umbrüche und selbst Eiszeiten, immer nur zum Aussterben von Arten führen könnten, aber niemals zur Entstehung neuer Arten. Die Entwicklung von einfacheren zu komplexeren Organismen, wie sie in der Abfolge der Fossilien zu Tage trat, führte er in neuplatonischer Art als «Gedankenassoziationen im göttlichen Geist» zurück. Er war damit einer der letzten Paläontologen, der die Artenvielfalt metaphysisch begründete, indem er sie auf einen schöpferischen Gott zurückführte. Als solcher unterstellte er eine Konstanz der Arten und versuchte, die Fakten der Zoogeographie durch Zentren der Schöpfung zu ersetzen (siehe dazu Geschichte der Geologie). Dazu passt auch die von ihm stammende Wortwendung, dass Gletscher «die grosse Pflugschar Gottes» seien.
Seine enthusiastische, emotional gefärbte Sicht auf die Natur geht auf den Einfluss der romantischen Naturphilosophie, besonders Friedrich Schellings, zurück – schliesslich waren Heidelberg und München, wo Agassiz einst studierte, Zentren der deutschen Hochromantik gewesen.

## Agassiz und die Rassentheorie

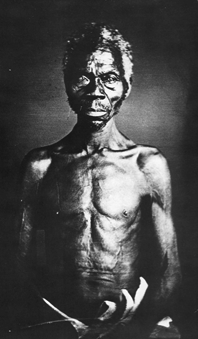
1850 im Auftrag Agassiz’ angefertigte Daguerreotypie des kongolesischen Sklaven Renty

In seiner Schweizer Zeit war Agassiz noch Anhänger der Monogenese-Theorie, die heute allgemein anerkannt ist. Sie besagt, dass alle Menschen aus einem gemeinsamen Ursprung hervorgegangen sind. Während seiner Jahre in den USA wurde er aber zum Anhänger des damals konkurrierenden Polygenismus dem zufolge sich die Menschen in verschiedenen Teilen der Welt unabhängig voneinander aus unterschiedlichen Ursprüngen entwickelt hätten. Zu dieser Meinungsänderung trugen seine Begegnungen mit schwarzen Sklaven bei, die damals in den USA nur geringe Entfaltungsmöglichkeiten hatten. Agassiz hatte einen äußerst ungünstigen Eindruck von ihnen, wie er in einem Brief an seine Mutter beschrieb.
Agassiz äusserte sich zwar in Fachpublikationen nicht zu diesem Thema, aber von ihm stammt sicher der 1850 in der christlichen Zeitschrift Christian Examiner mit der Autor-Angabe L.A. erschienene Artikel The diversity of origin of the human races, der von Charles Darwin 1871 in seinem Buch Die Abstammung des Menschen und die geschlechtliche Zuchtwahl zitiert wurde. Auch in manchen Briefen äusserte sich Agassiz nach Zitaten in Stephen Jay Gould (1988) dazu. Auf Einladung des Kaisers Pedro II reiste Agassiz an dessen Hof. Agassiz sah die einzige Lösung für die rassischen Probleme Brasiliens in der Immigration von Weißen, die den Portugiesen rassisch überlegen seien und die «sich nicht herablassen würden auf das soziale Niveau des Indios, wie es die Portugiesen gemacht haben.»
Aufgrund dieser Haltung Agassiz’ wollte 2007 der Schweizer Parlamentarier Carlo Sommaruga das nach dem Forscher benannte Agassizhorn umbenennen lassen. Der Schweizer Bundesrat verurteilte zwar rassistische Ansichten Agassiz’, sah darin jedoch keinen Grund für eine Umbenennung des Berggipfels. Das «Transatlantische Komitee Démonter Louis Agassiz» um den St. Galler Historiker und Politiker Hans Fässler führt die Kampagne zur Neubeurteilung von Loui Agassiz weiter. Am 7. September 2018 kündigte der Stadtrat von Neuchâtel an, er habe in Absprache mit der Universität beschlossen, den «Espace Louis Agassiz» auf dem Gelände der Humanwissenschaften wegen des Rassismus des Namensgebers in «Espace Tilo Frey» umzubenennen. Tilo Frey war die erste schwarze Nationalrätin der Schweiz und wurde 1971 für die FDP Neuenburg ins eidgenössische Parlament gewählt. Ihr Vater war Schweizer, ihre Mutter stammte aus Kamerun. Die Avenue Agassiz in Lausanne soll gemäss den Lausanner Behörden nicht umbenannt werden, jedoch soll eine didaktische Tafel in der Strasse errichtet werden. Über Umbenennungen der Rue Agassiz in St-Imier und der Rue Louis-Agassiz in La Chaux-de-Fonds ist nichts bekannt.

## Mitgliedschaften
- 1835 wurde er Fellow der Royal Society of Edinburgh.[13]
- 1836 wurde er korrespondierendes Mitglied der Königlich Preussischen Akademie der Wissenschaften zu Berlin.
- 1838 wurde er als ausländisches Mitglied in die britische Royal Society berufen.
- 1838 wurde er am 1. Januar unter der Präsidentschaft von Christian Gottfried Daniel Nees von Esenbeck mit dem akademischen Beinamen Artedi[14] unter der Matrikel-Nr. 1444 als Mitglied in die Kaiserliche Leopoldino-Carolinische Akademie der Naturforscher aufgenommen.[15][16]
- 1839 wurde er korrespondierendes Mitglied der französischen Académie des sciences.
- 1843 wurde er in die American Philosophical Society aufgenommen.
- 1846 wurde er in die American Academy of Arts and Sciences aufgenommen.
- 1851 war er Präsident der American Association for the Advancement of Science.
- 1853 ernannte ihn die Bayerische Akademie der Wissenschaften zu ihrem auswärtigen Mitglied.[17]
- 1858 wurde er als assoziiertes Mitglied in die Königliche Akademie der Wissenschaften und Schönen Künste von Belgien gewählt.[18]
- 1859 wurde er auswärtiges Mitglied der Göttinger Akademie der Wissenschaften[19] sowie der Königlich Dänischen Akademie der Wissenschaften.
- 1860 wurde er als ausländisches Mitglied in den preussischen Orden Pour le Mérite für Wissenschaften und Künste aufgenommen.[20]
- 1863 gehörte er zu den Gründungsmitgliedern der amerikanischen National Academy of Sciences.
- 1869 wurde er ausländisches korrespondierendes Mitglied der Russischen Akademie der Wissenschaften.[21]
- 1872 wurde er auswärtiges Mitglied der «Académie des sciences».[22]

## Ehrungen

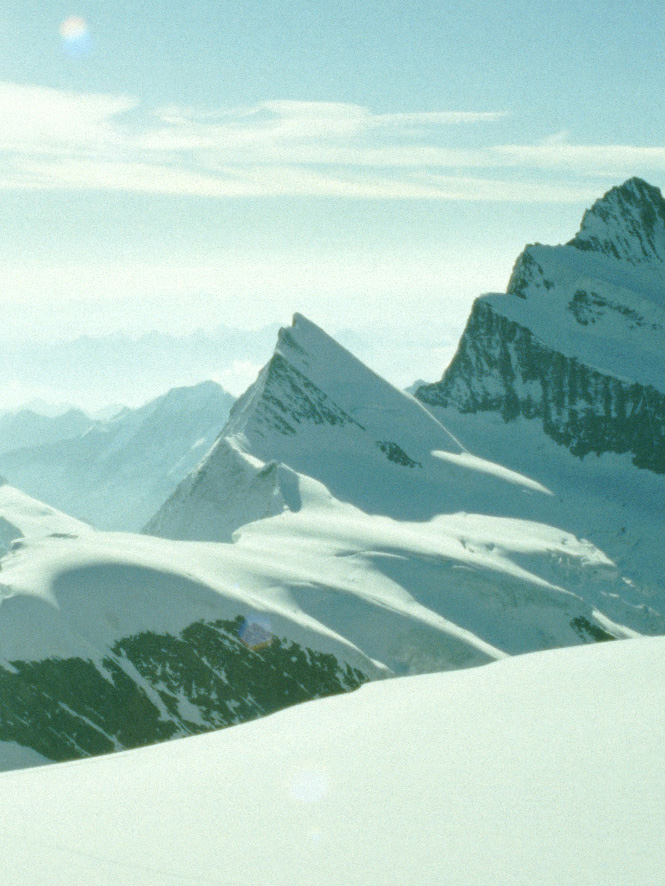
Agassizhorn (Bildmitte), rechts das Finsteraarhorn

- 1836 wurde Agassiz für seine Arbeiten mit der Wollaston-Medaille ausgezeichnet.
- 1879 wurde der ehemalige riesige Agassizsee nach ihm benannt. Dieser hatte sich zu Ende des Pleistozäns in Nordamerika aus Gletscherschmelzwasser gebildet und im Altholozän grosse Teile Kanadas bedeckt.
- 1947 wurde das Kap Agassiz auf der Antarktischen Halbinsel nach ihm benannt.
- Der 1977 entdeckte Asteroid des inneren Hauptgürtels (2267) Agassiz wurde nach ihm benannt.[23]
- Er war für die siebte Serie der Schweizer-Franken-Banknote (1.000 Sfr.) vorgesehen. Sie kam 1984 aber nicht in Umlauf.[24]
- Ein Krater auf dem Mars (Planet) trägt seinen Namen.
- Auf dem Erdmond wurde das Promontorium Agassiz nach ihm benannt.[25]
- Das 3.946 m hohe Agassizhorn in den Berner Alpen trägt seinen Namen: es ist vom südöstlich gelegenen Finsteraarhorn, dem höchsten Berner Gipfel, durch das 3.749 m hohe Agassizjoch getrennt.
- Nach ihm wurden einige Tierarten benannt, z. B. Agassiz’ Zwergbuntbarsch (Apistogramma agassizii) und die Kalifornische Gopherschildkröte (Gopherus agassizii).
- Nach ihm wurde auch die Pflanzengattung Agassizia Chav. 1833 aus der Familie der Wegerichgewächse (Plantaginaceae) benannt.[26]

## Publikationen (Auswahl)

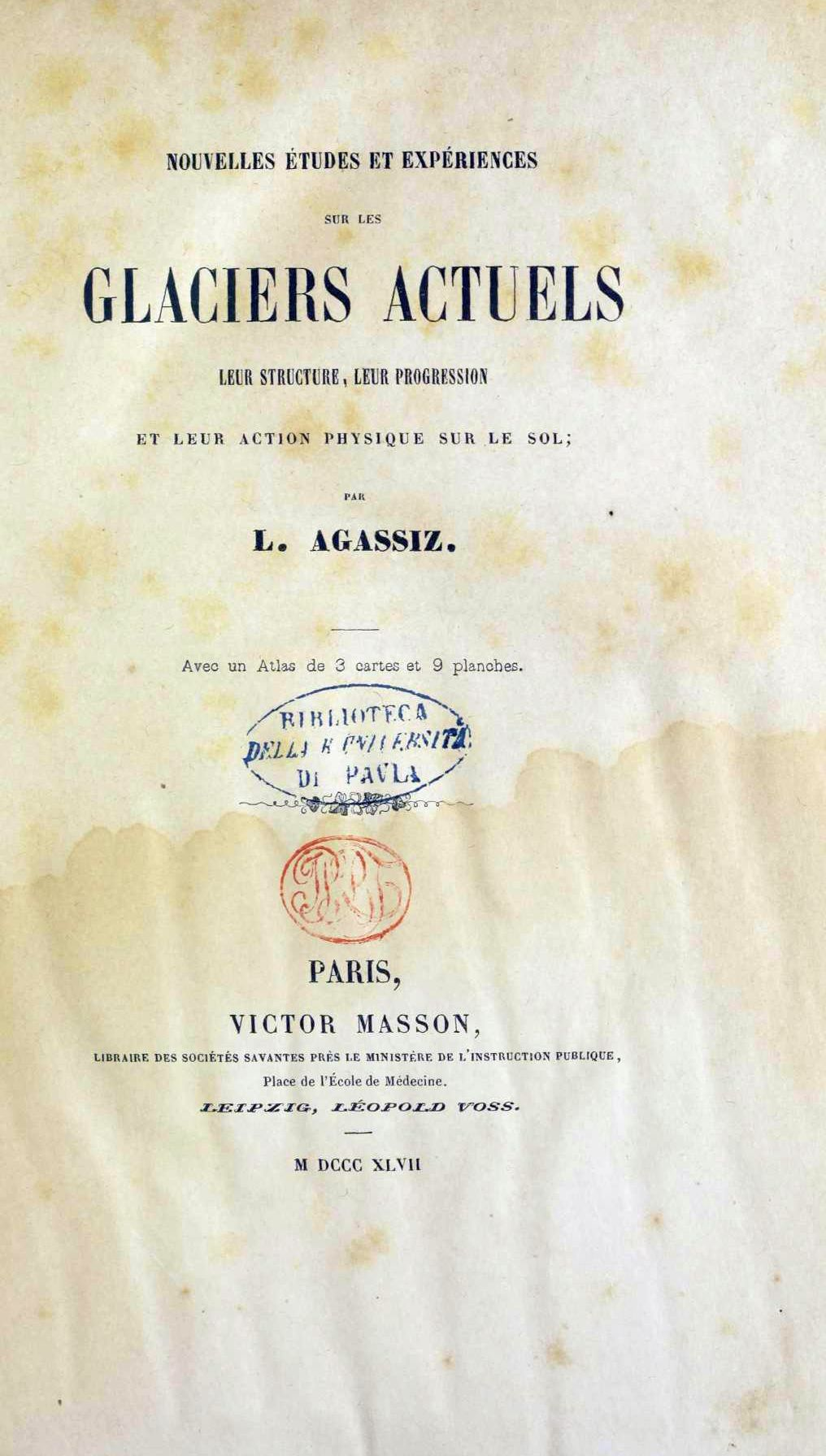
Nouvelles études et expériences sur les glaciers actuels, 1847

- Descriptio speciei novae e genere: Cynocephalus Briss. In: Isis. Band 21, Leipzig 1828, Sp. 861–863 (Digitalisat).
- Beschreibung einer neuen Species aus dem Genus Cyprinus Linn. Leipzig 1828[27]
- Selecta genera et species Piscium: quos in itinere per Brasiliam. München 1829[28]
- Cyprinus uranoscopus, nouvelle espece trouvée. Paris 1829[29]
- Untersuchungen über die fossilen Süsswasser-Fische der tertiären Formationen. Heidelberg 1832[30]
- Untersuchungen über die fossilen Fische der Lias-Formation. Heidelberg 1832[31]
- Recherches sur les poissons fossiles. 5 Bände. Neuchâtel 1833–1843[32]
- Recherches sur les poissons fossiles: Atlas.  5 Bände. Neuchâtel 1833–1843[33]
- Synoptische Übersicht der fossilen Ganoiden. Stuttgart 1833[34]
- Neue Entdeckungen über fossile Fische. Stuttgart 1833[35]
- Über das Alter der Clarner Schiefer-Formation, nach ihren Fisch-Resten. Stuttgart 1834[36]
- Über die Echinodermen. Leipzig 1834[37]
- Abgerissene Bemerkungen über fossile Fische. Stuttgart 1834[38]
- Über Belemniten. Stuttgart 1835[39]
- Über die lachsartigen Fische. Berlin 1835[40]
- Kritische Revision der in der ‚Ittiolitologia Veronese‘ abgebildeten fossilen Fische. Stuttgart 1835[41]
- Rapport sur les poissons fossiles découverts en Angleterre. Stuttgart 1835[42]
- Über die natürlichen Verwandtschaften und die generische Eintheilung der Cyprinoiden. Berlin 1836[43]
- Notiz über die Fossil-Reste des Kreide-Gebildes im Neuchateler Jura. Stuttgart 1837[44]
- Prodome d’une monographie des Radiaires et des Echinodermes. Stuttgart 1837[45]
- Discours prononcé a l’ouverture des séanes de la Société Helvétique des Sciences Naturelles. Neuchâtel 1837[5]
- Monographies d’échinodermes, vivans et fossiles. Neuchâtel 1838[46]
- Künstliche Steinkerne von Konchylien. Stuttgart 1838[47]
- Theorie der erratischen Blöcke in den Alpen. Stuttgart 1838[8]
- Mémoire sur les moules de mollusques vivans et fossiles. Neuchâtel 1839[48]
- Description des Echinodermes fossils de la Suisse. 2 Teile. Neuchâtel 1839–1840[49]
- Études critiques sur les mollusques fossils. Neuchâtel 1840–1845[50]
- Catalogus systematicus ectyporum echinodermatum fossilium Musei Neocomensis. Neuchâtel 1840[51]
- Études sur Les Glaciers. Neuchâtel 1840[52]
- Gletscherstudien mit Studer. Stuttgart 1840[53]
- Gegen Wissmann‘s Ansicht vom Ursprung erratischer Blöcke. Stuttgart 1840[54]
- Untersuchungen über die Gletscher. Solothurn 1841[55]
- Genus Trigonia und Gletschertheorie. Stuttgart 1841[7]
- Eine Periode der Geschichte unseres Erdballs. Stuttgart und Tübingen 1841[56]
- Alte Morainen bei Baden-Baden. Stuttgart 1841[57]
- On the polished and striated surfaces of the rocks which from the beds of Glaciers in the Alps. London 1842[58]
- A paper was read on Glaciers, and the evidence of their having once existed in Scotland, Ireland, and England. London 1842[9]
- The Glacial Theory and its recent progress. Edinburgh 1842[59]
- Reise nach dem Aar-Gletscher. Stuttgart 1842[10]
- Histoire naturelle des poissons d’eau douce de l’Europe centrale. Neuchâtel 1842[60]
- Nomenclator zoologicus. Solothurn 1842–1846[61]
- Über die Aufeinanderfolge und Entwickelung der organisirten Wesen auf der Oberfläche der Erde in den verschiedenen Zeitaltern. Halle 1843[62]
- Beobachtung auf dem Aar-Gletscher im Sommer 1942. Stuttgart 1843[63]
- Notice sur la succession des poissons fossils dans la série des formations géologiques. Neuchâtel 1843[64]
- Neue Beobachtungen auf den Gletschern. Stuttgart 1843[65]
- Struktur der Gletscher. Stuttgart 1843[66]
- Bewegung der Gletscher. Stuttgart 1844[67]
- Monographie des poissons fossiles du vieux grès rouge ou Système Dévonien (Old Red Sandstone) des Îles Britanniques et de Russie. Neuchâtel 1844[68]
- Des poissons fossiles du vieux grès rouge. Neuchâtel (?) 1844[69]
- Iconographie des coquilles tertiaires. Neuchâtel 1845[70]
- Anatomie des salmones. Neuchâtel 1845[71]
- Système glaciaire ou recherches sur les glaciers. Paris 1847[72]
- Principles of Zoology. Boston 1848[73]
- Bibliographia zoologiæ et geologiæ. A general catalogue of all books, tracts, and memoirs on zoology and geology. 4 Bände. London 1848–1854[74]
- Lake Superior: its physical character, vegetation, and animals, compared with those of other and similar regions. Boston 1850[75]
- The classification of insects from embryological data. Cambridge 1850[76]
- Contributions to the Natural History of the Acalephae of North America. Boston 1850[77]
- The Diversity of Origin of the Human Races. Boston 1850[78]
- Directions for collecting fishes and other objects of natural history. Cambridge 1853[79]
- Naturgeschichte des Thierreichs, mit besonderer Rücksicht auf Gewerbe, Künste und praktisches Leben. Stuttgart 1855[80]
- Contributions to the natural history of the United States of America. 4 Bände. Boston 1857–1862[81]
- An essay on classification. London 1859[82]
- Methods of study in natural history. Boston 1863[83]
- Die Classification des Thierreichs. Marburg 1866[84]
- A journey in Brazil. Boston 1868[85]
- De l’espèce et de la classification en zoologie. Paris 1869[86]
- Der Schöpfungsplan. Vorlesungen über die natürlichen Grundlagen der Verwandtschaft unter den Thieren. Leipzig 1875[87]

## Sekundärliteratur
- William Buckland (1839): Geologie und Mineralogie in Beziehung zur natürlichen Theologie. (Aus dem Englischen, nach der zweiten Ausgabe des Originals übersetzt und mit Anmerkungen und Zusätzen versehen von L. Agassiz). 2 Bände. Neuchâtel (Petitpierre) 1839. Band 1: S. XII, 1–664. Band 2: Text zu 88 Tafeln.
- Édouard Desor (1842):  Die Besteigung des Jungfrauhorns durch Agassiz und seine Gefährten (aus dem Französischen von C. Vogt). Solothurn (Jent und Gaßmann) 1842. S. 1–96.
- Édouard Desor (1844): Agassiz geologische Alpenreisen. (Unter Agassiz Mitwirkung verfasst von É. Desor. Deutsch mit einer topographischen Einleitung über die Hochgebirgsgruppen von Carl Vogt). Frankfurt am Main (Rütten). S. 1–548.
- Édouard Desor (1847): Agassiz’ und seiner Freunde geologische Alpenreisen in der Schweiz, Savoyen und Piemont. (Unter Agassiz’, Studer’s und Carl Vogt’s Mitwirkung verfasst von É. Desor. Herausgegeben von Carl Vogt). 2. Auflage. Frankfurt am Main (Horstmann) 1847. S. XXXVI, 1–672, 3 Tafeln.
- Oscar Schmidt (1870): Louis Agassiz’ Bericht über die Untersuchung des Golfstrom-Bettes im Frühjahr 1869. In: Das Ausland: Ueberschau der neuesten Forschungen auf dem Gebiete der Natur-, Erd-, und Völkerkunde. 43. Jahrgang, Nr. 4. Augsburg (Cotta). S. 82–85.
- Elizabeth Cabot Cary Agassiz (1885): Louis Agassiz: his life and correspondence. Boston and New York (Houghton Mifflin Company) 1885. S. XVIII, 1–794.
- Elisabeth Cary Agassiz (1886): Louis Agassiz’s Leben und Briefwechsel (autorisierte deutsche Ausgabe von Cecile Mettenius). Berlin (Reimer). S. X, 1–448.
- Jules Marcou (1896a): Life, Letters, and Works of Louis Agassiz. Volume 1. New York (Macmillan and Co.). S. XXI, 1–302.
- Jules Marcou (1896b): Life, Letters, and Works of Louis Agassiz. Volume 2. New York (Macmillan and Co.). S. IX, 1–318.
- Carl Vogt (1896): Aus meinem Leben: Erinnerungen und Rückblicke. Stuttgart (Nägele). S. 196 ff.
- Robert Lauterborn: Der Rhein. Naturgeschichte eines deutschen Stromes. 1. Band: Die erd- und naturkundliche Erforschung des Rheins und der Rheinlande vom Altertum bis zur Gegenwart. 2. Hälfte: Die Zeit von 1800—1930. In: Berichte der Naturforschenden Gesellschaft zu Freiburg. Band 33, 1934, S. 1–324, hier S. 78 ff. (zobodat.at [PDF; 14,6 MB; abgerufen am 22. April 2023] Robert Lauterborn: Der Rhein. Naturgeschichte eines deutschen Stromes. 1. Band, DNB 36652688X).
- Stephen Jay Gould (1988): Der falsch vermessene Mensch (deutsche Übersetzung von Günter Seibt). Suhrkamp Verlag. 394 S. ISBN 978-3-518-28183-3.
- Edward Lurie (1988): Louis Agassiz. A Life in Science. Baltimore. ISBN 0-8018-3743-X.
- Christine Reinke-Kunze (1996): Die PackEISwaffel – Von Gletschern, Schnee und Speiseeis. Basel. ISBN 3-7643-5331-7.
- Edmund B. Bolles (2000): Eiszeit. Wie ein Professor, ein Politiker und ein Dichter das ewige Eis entdeckten. Berlin. ISBN 3-87024-522-0.
- Jeroen Dewulf (2007): Brasilien mit Brüchen. Schweizer unter dem Kreuz des Südens. Zürich. ISBN 978-3-03823-349-7.